# Bartelsluis
Bartelsluis is een sluis en buurtschap in de Nederlandse gemeente Wormerland. Als buurtschap behoort het formeel tot het dorp Wormer.

## Geschiedenis van de sluis
Op 27 september 1634 kregen de burgemeester en regeerders van Wormer octrooi van de Staten van Holland en West Friesland om de Enge Wormer te bedijken. Omdat het water voor transport van goederen in de regio van groot belang was werd in 1638 door de burgemeester en regeerders van Wormer een houten schutsluis naar de Zaan aangelegd. Hiermee bleef er een verbinding bestaan tussen de Westerveer- en de Enge Wormerringsloot met de Zaan te verbinden.

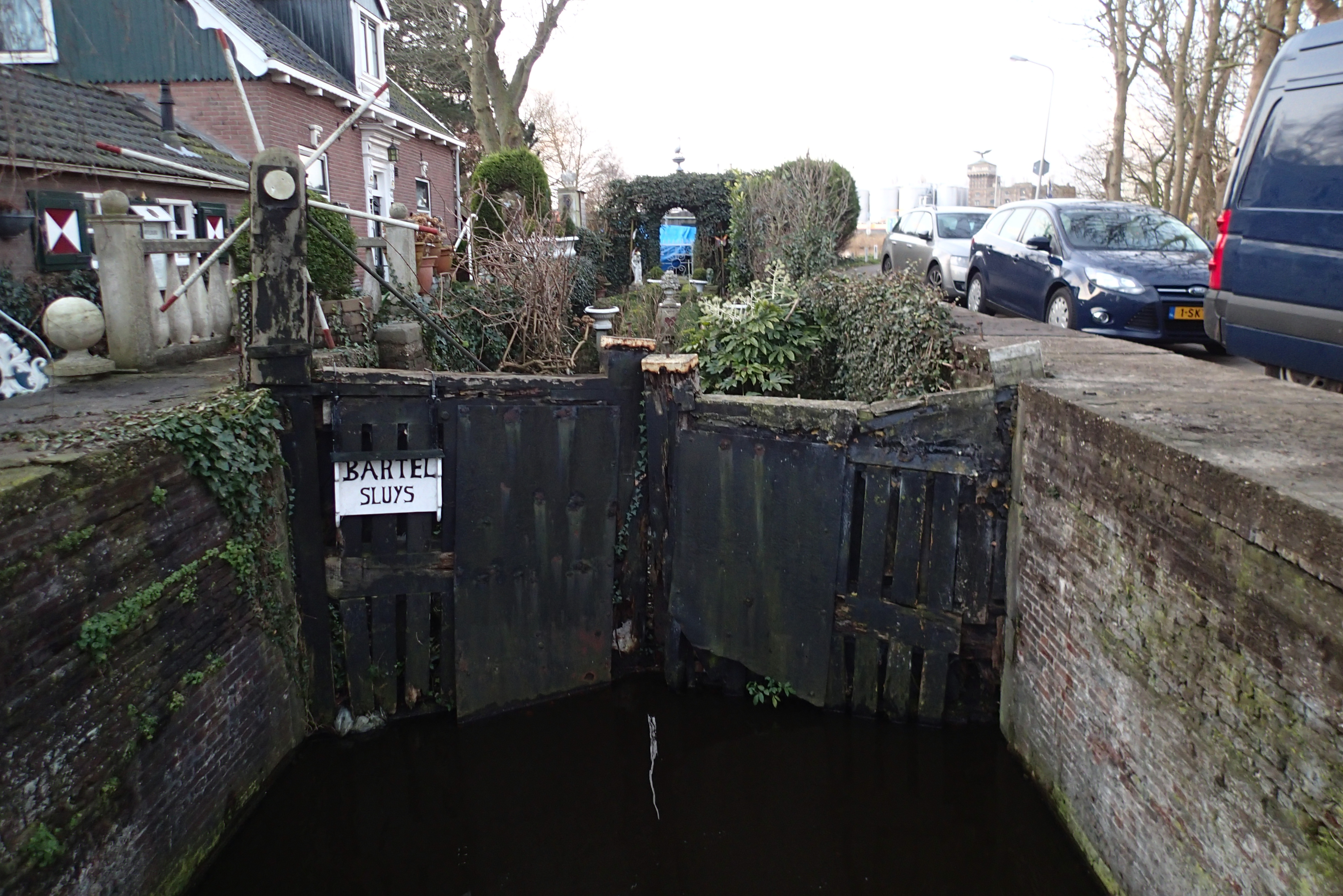
Benedenhoofd van de Bartelsluis. Gedempte sluiskolk genomen in 2014

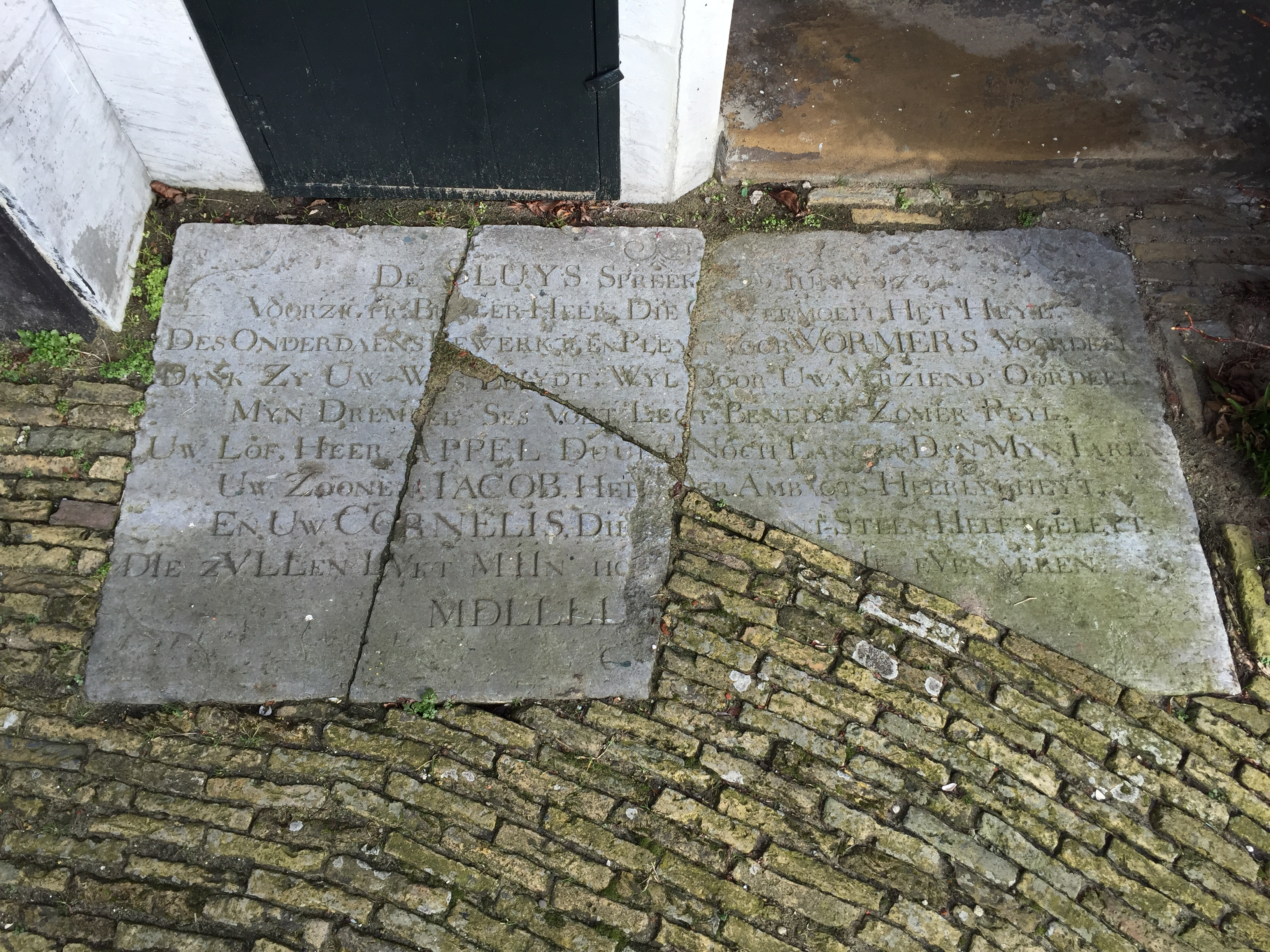
Gedenksteen uit de kolkwand van de Bartelsluis nu in de tuin van het Honig Breethuis

In 1733 verkeerde de houten sluis in zo een slechte staat dat besloten werd een geheel nieuwe sluis van steen te bouwen. Voordat met de bouw begonnen kon worden is er in de raad van de gemeente Wormer veel politiek bedreven. De toenmalige burgemeester, Simon Appel, die zeer bemiddeld en van groot aanzien was wilde de sluisdrempel op 6 voet beneden het zomerpeil laten aanleggen. Zelfs 6 cm lager dan in het bestek aangegeven, dit is hem uiteindelijk gelukt maar veroorzaakte veel onrust in de gemeenschap. De lokale veehouders waren zeer op de hand van burgemeester Appel en ondersteunden dit besluit klakkeloos. De fabrikanten en kooplui hadden echter belang bij een hoger waterpeil om onbelemmerd hun goederen over water te kunnen vervoeren. Met de drempel op 6 voet beneden zomerpeil was dit niet gegarandeerd.
Bij de opening van de sluis zou een gedenksteen voor het nageslacht onthuld worden, de bevolking was zeer belangstellend wat ter herinnering voor het nageslacht op deze steen vermeld ging worden. Hun geduld werd wel op de proef gesteld want de gedenksteen werd pas bij gereed komen van de sluis werd in gemetseld.

## De steen des aanstoots
De onderstaande tekst stond op de steen:
DE SLUYS SPREEKT. 29 JUNI 1734
Vorzigtig Burger-Heer, Die onvermoeyt Het Heyl
Des Onderdaans Bewerkt En Pleyt voor WORMERS Voordeel,
Dank Zy Uw Wys Beleydt, Wyl Door Uw Verziend Oordeel
Myn Drempel Ses Voet Legt Bendeden Zomer Peyl.
Uw Lof, Heer APPEL Duurt Noch langer Dan Myn Jaeren,
Uw Zoonen, JACOB, Heer der Ambachts Heerlykheyt,
En uw CORNELIS, Die Myn Gront-Steen Heeft geleyt,
Die zullen Lukt Myn hoop, Uw glorie evenaren.
Deze tekst veroorzaakte wederom onrust waardoor de opening niet van harte gevierd werd. Al snel kreeg de gedenksteen de naam 'steen des aanstoots'; er werd veel over gesproken en van heinde en verre kwam men naar de steen kijken. Dit legde de herbergier van het veerhuis, de heer Bartel, geen windeieren. De nieuwe sluis werd daarom door de bezoeker al snel "Bartelsluis' genoemd.

## Hekeldichten
Destijds was het rijmen erg populair onder de Zaanlanders, al snel ontstonden er hekeldichten die waarschijnlijk uit de hoek van de door de lage drempel benadeelde partij kwam. Een bekende parodie op de tekst in de gedenksteen luidde;
'T MOEST ER TEGENOVER STAAN.
Twistzieke burgerheer, die onvermoeyt het onheyl
Des onderdaans bewerkt, verpleyt gants Wormers voordeel,
Vervloekt is 't valsch besluyt, wyl door uw avregts oordeel
Myn drempel ses voet leyt, beneden somerpeyl.
Uw lof heer Appel stinkt, noch langer dan zyn jaren.
Uw Jacob vol van waan, door Ambagtsheerlykheyt,
Cornelis, die door Uw verkeerde gronden leyt,
Die zullen vrees ik, noch uw gekheyt evenaren.
Hoewel burgemeester Appel veel voor het dorp gedaan heeft nam men hem de verlaagde drempel kwalijk. De gedenksteen bleef echter in de kolkwand van de sluis zitten en werd niet beschadigd of besmeurd.
Tijdens een renovatie van de sluis in 1938 werd de steen uit de sluismuur gehakt waarbij deze in vijf losse stukken uit de muur kwam. Deze brokken hebben jaren bedolven in de berm van de dijk gelegen. Door de inspanningen van de conservator van het museum te Zaandijk, de heer G.J. Honig, zijn de stukken rond 1940 opgegraven en veilig gesteld, helaas ontbreekt één deel van de steen. De steen is te zien in het straatwerk van de binnentuin bij het Honig Breethuis Lagedijk 80 te Zaandijk.

## Gebruik van de sluis
De sluis werd in eerste instantie gebruikt door beschuitventers, die van en naar Amsterdam reisden om beschuit te verkopen. In de 19e eeuw vormde de sluis een van de toevoerwegen van de Van Gelder Papierfabriek in Wormer, voor de aanvoer van de benodigde grondstoffen. De sluis werd in de jaren zestig gedempt. In 1998 werd de sluis weer in gebruik genomen, ditmaal als onderdeel van een grote bloementuin. In 2009 is de sluis door de gemeente Wormerland aangeduid als een gemeentelijk monument.

## Buurtschap
Rondom de sluis is door de jaren heen een buurtschap ontstaan. Ter onderscheiding van de sluis wordt de buurt soms ook wel geduid als Bartelsluisbuurt, al is dat niet de formele naam voor de plaats. Het plaatsje is precies op de grens gelegen van het dorp Wormer en de Engewormer.
Dorpen: Jisp · Oostknollendam · Spijkerboor · Wijdewormer · Wormer

Buurtschappen: Bartelsluis · Engewormer · Neck

Voormalige gemeenten: Jisp · Wormer · Wijdewormer

Noord-Holland: Steden en dorpen in Noord-Holland      Nederland: Provincies · Gemeenten